# نیکولسکی (اوفا، باشقیرستان)
نیکولسکی (انگلیسی: Nikolsky, Ufa, Republic of Bashkortostan) یک شهرک در منطقه شهری اوفای جمهوری باشقیرستان در کشور روسیه است.